# Бородін Всеволод Володимирович
Все́волод Володи́мирович Бороді́н (нар. 24 січня 1963, Арциз, Одеська область, Українська РСР) — український політик, державний службовець та підприємець. Народний депутат України 6-го скликання. З 1999 року по теперішній час член партії Всеукраїнське об'єднання «Батьківщина», керівник департаменту управління справами Виконавчого секретаріату Політради цієї партії.
З 12 березня 2014 року Бородін заступник керівника Державного управління справами.

## Життєпис
Всеволод Володимирович Бородін народився 24 січня 1963 року у місті Арциз, Одеської області у сім'ї військовослужбовця.
У 1983 році закінчив Ленінградське вище військово-політичне училище протиповітряної оборони і був направлений в армію для проходження військової служби, яку проходив на різних командно-політичних посадах, а саме помічником начальника політвідділу КВІРТУ ППО по комсомольській роботі. Після звільнення з військової служби займав ряд відповідальних посад у промислово-фінансових і спортивно-оздоровчих організаціях. Брав участь у ліквідації наслідків аварії на Чорнобильській АЕС. Має низку державних і відомчих нагород.
З 23 листопада 2007 року до 12 грудня 2012 Всеволод Володимирович перебував Народним депутатом України 6-го скликання від «Блоку Юлії Тимошенко», № 139 у списку. На час виборів: керівник департаменту управління справами виконавчого секретаріату Політради партії ВО «Батьківщина», член партії ВО «Батьківщина». Член фракції «Блок Юлії Тимошенко» (з листопада 2007). Член Комітету з питань Регламенту, депутатської етики та забезпечення діяльності Верховної Ради України (з грудня 2007). У той же час Всеволод Бородін працював заступником члена Постійної делегації в міжпарламентській організації «Постійна делегація у Парламентській асамблеї Організації Чорноморського економічного співробітництва», а також був членом групи з міжпарламентських зв'язків з декількома країнами. Зокрема, Аргентиною, Німеччиною, Росією, Хорватією та Чехією. З серпня 2008 року по грудень 2009 року Бородін працював як член тимчасової спеціальної комісії Верховної Ради України з моніторингу стану ліквідації наслідків повені на Західній Україні 2008 року. У тому ж 2009 році політик подав два законопроєкти пов'язані зі збільшенням дохідної частини Державного бюджету України шляхом підвищення ставки акцизного збору на алкогольні та слабоалкогольні напої.
За даними «Української правди», будучи народним депутатом України у 2011 році Бородін був співзасновником ТОВ «Екотехпром», що було тісно пов'язано з тодішнім першим віце-прем'єр-міністром України, Олександром Турчиновим. Зокрема іншим співвласником якого було ТОВ «Компанія „Центр фінансових технологій“» (з 2009 року — ТОВ «Інститут економіки і права»). Засновниками цієї компанії були дружина, мати та теща першого віце-прем'єр-міністра. До речі, одним із засновників компанії ТОВ «Екотехпром» був батько Турчинова.
Після подій на Євромайдані та зміни парламентської більшості виконувачем обов'язків президента Олександром Турчиновим Всеволод Бородін 12 березня 2014 року був призначений заступником керівника Державного управління справами.